# Ендрю Рок
Ендрю Рок (англ. Andrew Rock; нар. 23 січня 1982, Маршфілд, Вісконсин, США) — американський легкоатлет, що спеціалізується на спринті, олімпійський чемпіон 2004 року, чемпіон світу.

## Кар'єра
| Рік             | Змагання         | Місто                | Місце           | Дисципліна            | Примітки        |
| Представник США | Представник США  | Представник США      | Представник США | Представник США       | Представник США |
| --------------- | ---------------- | -------------------- | --------------- | --------------------- | --------------- |
| 2004            | Олімпійські ігри | Афіни, Греція        | 1               | естафета 4×400 метрів | 2:55.91         |
| 2005            | Чемпіонат світу  | Гельсінкі, Фінляндія | 2               | біг на 400 метрів     | 44.35           |
| 2005            | Чемпіонат світу  | Гельсінкі, Фінляндія | 1               | естафета 4×400 метрів | 2:56.91         |